# دسميد سوارتزي
دسميد سوارتزي (الاسم العلمي: Desmidium swartzii) هو نوع من الطحالب الخضراء يتبع جنس الدسميد من فصيلة الدسميدية.